# Пенн-Форест Тауншип (округ Карбон, Пенсільванія)
Пенн-Форест Тауншип (англ. Penn Forest Township) — селище (англ. township) в США, в окрузі Карбон штату Пенсільванія. Населення — 9926 осіб (2020).

## Демографія
Згідно з переписом 2010 року, у селищі мешкала 9581 особа в 3749 домогосподарствах у складі 2727 родин. Було 6676 помешкань
Расовий склад населення:
| - 87,8 % — білих - 6,7 % — чорних або афроамериканців - 1,0 % — азіатів - 0,4 % — корінних американців - 2,0 % — осіб інших рас |

До двох чи більше рас належало 2,1 %. Частка іспаномовних становила 7,7 % від усіх жителів.
За віковим діапазоном населення розподілялося таким чином: 22,8 % — особи молодші 18 років, 61,9 % — особи у віці 18—64 років, 15,3 % — особи у віці 65 років та старші. Медіана віку мешканця становила 43,7 року. На 100 осіб жіночої статі у селищі припадало 101,5 чоловіків;  на 100 жінок у віці від 18 років та старших — 99,8 чоловіків також старших 18 років.
Середній дохід на одне домашнє господарство  становив 63 697 доларів США (медіана — 53 345), а середній дохід на одну сім'ю — 67 145 доларів (медіана — 53 702). Медіана доходів становила 42 380 доларів для чоловіків та 32 143 долари для жінок. За межею бідності перебувало 11,2 % осіб, у тому числі 17,1 % дітей у віці до 18 років та 11,7 % осіб у віці 65 років та старших.
Цивільне працевлаштоване населення становило 3907 осіб. Основні галузі зайнятості: освіта, охорона здоров'я та соціальна допомога — 20,0 %, мистецтво, розваги та відпочинок — 12,9 %, роздрібна торгівля — 12,5 %.